# Бандтке, Ян Винценты
Ян Винценты (Викентий) Бандтке-Стенжинский (пол. Jan Wincenty Bandtkie; 14 июля 1783, Люблин — 7 февраля 1846, Варшава) — польский историк права, юрист, лексикограф.

## Биография
Родился в семье торговца-выходца из Германии. Брат историка Ежи Самуэля Бандтке. Окончил немецко-польскую школу в Люблине, затем — вроцлавскую гимназию.
В 1803—1806 изучал право в университете Галле.
В 1806 году переехал в Варшаву. С 1807 — асессор варшавского апелляционного суда. В следующем году — чиновник департамента юстиции Царства Польского.
С 1808 преподавал римское и польское право — сначала в школе права и управления, затем в Варшавском университете, где в течение 1831 занимал должность декана юридического факультета.
В 1812 году стал членом Варшавского общества любителей естествознания, в 1816 — членом-корреспондентом Краковского научного общества и почётным членом Виленского университета. В 1812 был членом Генеральной конфедерации Королевства Польского. В 1814 году получил научную степень доктора права в Кёнигсбергском университете.
В 1815—1843 гг. служил экспертом в суде апелляционной инстанции. Благодаря ходатайству Варшавского университета, 02.01.1823 был жалован дипломом на потомственное дворянское достоинство Царства Польского и получил фамилию Стенжинский.
Позже — советник и член Правительственной государственной комиссии юстиции. В 1824 году награждён орденом Святого Станислава 3 степени.

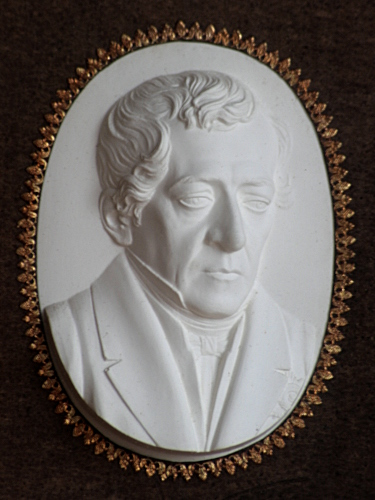
Миниатюрный портрет Яна Винценты Бандтке. Гипс. около 1850 г.

Первым опубликовал в переводе на польский язык Хронику Галла Анонима (1824) и «Мемориал об устройстве Речи Посполитой» (лат. Monumentum pro Republicae ordinatione) Яна Остророга (1831).
Большая часть его работ, связана с историей права, в частности, с польским законодательством. Наиболее известна его «Ius Polonicum» (1831), и опубликованная посмертно «История польского права и польское частное право» (пол. Historia prawa polskiego i Polskie prawo prywatne).
Кроме того, вместе со своим братом Ежи Самуэлем составил «Французско-польский и польско-немецкий карманный словарь».
Похоронен на лютеранском кладбище Варшавы.
Его сын — нумизмат Казимир Владислав (1813—1876).